# Потапов, Александр Серафимович
Александр Серафимович Потапов (6 февраля 1936 — 4 марта 2021) — советский журналист и политический деятель. Главный редактор газеты «Труд» (1985—2006), кандидат философских наук.

## Биография
Родился в 1936 году в селе Октябры Харьковской области Украинской ССР. Член КПСС.
В 1958 году окончил факультет журналистики Вильнюсского государственного университета им. В. Капсукаса, в 1981 году — Академию общественных наук при ЦК КПСС. Кандидат философских наук.
В 1958—2006 гг.:
- 1958—1966 — литературный сотрудник молодёжной газеты «Ленинская смена» (Белгородская область),
- 1966—1973 — заведующий отделом культуры, заместитель редактора газеты «Белгородская правда»,
- 1973—1975 — заведующий отделом пропаганды и агитации Белгородского обкома КПСС,
- 1975—1976 — редактор газеты «Белгородская правда»,
- 1976—1985 — инструктор Отдела пропаганды ЦК КПСС.

С 1985 по 2006 год — главный редактор газеты «Труд». При нем тираж превысил 20 миллионов экземпляров (1989).
Избирался народным депутатом СССР (1990). Жил в Москве.
Награждён орденами Трудового Красного Знамени, Дружбы Народов, «Знак Почёта».
Скончался 4 марта 2021 года. Похоронен на Троекуровском кладбище.